# Super G féminin de ski alpin aux Jeux olympiques de 2022
Navigation
Pyeongchang 2018 Milan-Cortina 2026
Le Super G femmes des Jeux olympiques d'hiver de 2022 a lieu le 11 février 2022  sur le domaine de Xiaohaituo situé dans le district de Yanqing, en Chine.
Lara Gut-Behrami remporte la médaille d'or et entre dans le club très fermé des skieuses à la fois championnes olympiques, championnes du monde et gagnantes d'un gros globe de cristal en Coupe du monde. La médaille d'argent revient à Mirjam Puchner et celle de bronze à Michelle Gisin qui devance Tamara Tippler de 3 centièmes, pour un quatuor de tête austro-suisse, suivi par la tenante du titre  Ester Ledecká à 13/100e du podium. 
Grande dominatrice de la saison dans les épreuves de vitesse, Sofia Goggia n'est pas suffisamment remise de sa récente chute à Cortina et doit déclarer forfait. Federica Brignone (leader de la Coupe du Monde de la spécialité) et Mikaela Shiffrin (déjà sortie en première manche du géant et du slalom) font partie des principales battues. 

## Médaillées
| Or                     | Argent               | Bronze               |
| Lara Gut-Behrami (SUI) | Mirjam Puchner (AUT) | Michelle Gisin (SUI) |

## Résultats
| Rang                                | Dossard        | Nom                             | Nationalité        | Temps         | Écart     |
| ----------------------------------- | -------------- | ------------------------------- | ------------------ | ------------- | --------- |
| Médaille d'or, Jeux olympiques      | 7              | Lara Gut-Behrami                | Suisse             | 1 min 13 s 51 |           |
| Médaille d'argent, Jeux olympiques  | 3              | Mirjam Puchner                  | Autriche           | 1 min 13 s 73 | + 0 s 22  |
| Médaille de bronze, Jeux olympiques | 4              | Michelle Gisin                  | Suisse             | 1 min 13 s 81 | + 0 s 30  |
| 4                                   | 5              | Tamara Tippler                  | Autriche           | 1 min 13 s 84 | + 0 s 33  |
| 5                                   | 2              | Ester Ledecká                   | Tchéquie           | 1 min 13 s 94 | + 0 s 43  |
| 6                                   | 17             | Ragnhild Mowinckel              | Norvège            | 1 min 14 s 09 | + 0 s 58  |
| 7                                   | 9              | Federica Brignone               | Italie             | 1 min 14 s 17 | + 0 s 66  |
| 8                                   | 8              | Cornelia Hütter                 | Autriche           | 1 min 14 s 19 | + 0 s 68  |
| 9                                   | 11             | Mikaela Shiffrin                | États-Unis         | 1 min 14 s 30 | + 0 s 79  |
| 10                                  | 13             | Elena Curtoni                   | Italie             | 1 min 14 s 34 | + 0 s 83  |
| 11                                  | 12             | Romane Miradoli                 | France             | 1 min 14 s 41 | + 0 s 90  |
| 12                                  | 20             | Jasmine Flury                   | Suisse             | 1 min 14 s 43 | + 0 s 92  |
| 13                                  | 15             | Corinne Suter                   | Suisse             | 1 min 14 s 49 | + 0 s 98  |
| 14                                  | 14             | Marie-Michèle Gagnon            | Canada             | 1 min 14 s 65 | + 1 s 14  |
| 15                                  | 26             | Kira Weidle                     | Allemagne          | 1 min 14 s 66 | + 1 s 15  |
| 16                                  | 10             | Laura Gauché                    | France             | 1 min 14 s 87 | + 1 s 36  |
| 17                                  | 19             | Marta Bassino                   | Italie             | 1 min 15 s 08 | + 1 s 57  |
| 18                                  | 22             | Julia Pleshkova                 | ROC                | 1 min 15 s 26 | + 1 s 75  |
| 19                                  | 6              | Tessa Worley                    | France             | 1 min 15 s 30 | + 1 s 79  |
| 20                                  | 1              | Ariane Rädler                   | Autriche           | 1 min 15 s 33 | + 1 s 82  |
| 21                                  | 21             | Isabella Wright                 | États-Unis         | 1 min 15 s 37 | + 1 s 86  |
| 22                                  | 18             | Francesca Marsaglia             | Italie             | 1 min 15 s 61 | + 2 s 10  |
| 23                                  | 27             | Maruša Ferk Saioni              | Slovénie           | 1 min 15 s 72 | + 2 s 21  |
| 24                                  | 24             | Roni Remme                      | Canada             | 1 min 15 s 78 | + 2 s 27  |
| 25                                  | 25             | Elvedina Muzaferija             | Bosnie-Herzégovine | 1 min 15 s 79 | + 2 s 28  |
| 26                                  | 23             | Maryna Gąsienica-Daniel         | Pologne            | 1 min 15 s 81 | + 2 s 30  |
| 27                                  | 30             | Keely Cashman                   | États-Unis         | 1 min 15 s 99 | + 2 s 48  |
| 28                                  | 29             | Tiffany Gauthier                | France             | 1 min 16 s 20 | + 2 s 69  |
| 29                                  | 38             | Francesca Baruzzi               | Argentine          | 1 min 16 s 65 | + 3 s 14  |
| 30                                  | 32             | Cande Moreno                    | Andorre            | 1 min 16 s 72 | + 3 s 21  |
| 31                                  | 34             | Greta Small                     | Australie          | 1 min 16 s 97 | + 3 s 46  |
| 32                                  | 39             | Hólmfríður Dóra Friðgeirsdóttir | Islande            | 1 min 17 s 41 | + 3 s 90  |
| 33                                  | 31             | Tereza Nová                     | Tchéquie           | 1 min 17 s 88 | + 4 s 37  |
| 34                                  | 36             | Noa Szőllős                     | Israël             | 1 min 17 s 94 | + 4 s 43  |
| 35                                  | 40             | Sarah Schleper                  | Mexique            | 1 min 18 s 17 | + 4 s 66  |
| 36                                  | 33             | Barbora Nováková                | Tchéquie           | 1 min 18 s 26 | + 4 s 75  |
| 37                                  | 43             | Anastasiya Shepilenko           | Ukraine            | 1 min 19 s 60 | +6 s 09   |
| 38                                  | 41             | Petra Hromcová                  | Slovaquie          | 1 min 20 s 11 | + 6 s 60  |
| 39                                  | 37             | Rebeka Jančová                  | Slovaquie          | 1 min 20 s 18 | + 6 s 67  |
| 40                                  | 35             | Ni Yueming                      | Chine              | 1 min 22 s 59 | + 9 s 08  |
| 41                                  | 42             | Kong Fanying                    | Chine              | 1 min 23 s 51 | + 10 s 00 |
| 42                                  | 44             | Tess Arbez                      | Irlande            | 1 min 25 s 18 | + 11 s 67 |
|                                     | 16             | Alice Robinson                  | Nouvelle-Zélande   | DNF           | DNF       |
| 28                                  | Alix Wilkinson | États-Unis                      |                    | DNF           | DNF       |